# アン・ダッドリー
アン・ダッドリー（Anne Dudley、1956年5月7日 - ）は、イギリスのキーボーディスト、作曲家。アン・ダドリー、アン・ダッドレーとも表記される。

## 来歴
ロンドン・ブロムリー区ベックナム出身。キングス・カレッジ・ロンドンで音楽を学ぶ。
エレクトロニック・ミュージック・グループのアート・オブ・ノイズにキーボーディストとして参加、1982年のマルコム・マクラーレンのアルバム『俺がマルコムだ!』ではゲイリー・ランガンと共に全トラックの作曲、演奏、ミキシング、プログラミングを担当した。ソロでも活動し、多くの有名ミュージシャンとセッションした。2017年にはアート・オブ・ノイズのピアノ・アレンジ作品『プレイズ・アート・オブ・ノイズ』をリリースした。
一方で映画・テレビドラマの音楽の作曲も多数手がけ、1997年に映画『フル・モンティ』で第70回アカデミー作曲賞（ミュージカル・コメディ映画音楽部門）を受賞した。

## 映画・テレビドラマ音楽
- 『ファット・ボーイズの突撃ヘルパー』 - Disorderlies (1987年)
- 『ウォンテッド・ハイスクール/ あぶない転校生』 - Hiding Out (1987年)
- 『フィル・コリンズ in バスター』 - Buster (1988年)
- 『刑事クイン/妖術師の島』 - The Mighty Quinn (1989年)
- 『セイ・エニシング』 - Say Anything... (1989年)
- 『ガラスの中の私』 - Zwei Frauen (1989年)
- 『天才執事ジーヴス』 - Jeeves and Wooster (1990年-1993年) ※テレビドラマ
- 『スターダスト』 - The Miracle (1991年)
- 『法王さまご用心』 - The Pope Must Die (1991年)
- 『美しき獲物』 - Knight Moves (1992年)
- 『クライング・ゲーム』 - The Crying Game (1992年)
- 『カヴァナQ.C.』 - Kavanagh QC (1995年) ※テレビドラマ
- 『グロテスク』 - The Grotesque (1995年)
- 『フル・モンティ』 - The Full Monty (1997年)
- 『アメリカン・ヒストリーX』 - American History X (1998年)
- 『狂っちゃいないぜ』 - Pushing Tin (1999年)
- 『ラストキングダム 10番目の王国』 - The 10th Kingdom (2000年) ※テレビ・ミニシリーズ
- 『ミラクル・メーカー/ 奇蹟を起こした人 イエスの物語』 - The Miracle Maker (2000年)
- 『モンキーボーン』 - Monkeybone (2001年)
- 『ラッキー・ブレイク』 - Lucky Break (2001年)
- 『ギャザリング』 - The Gathering (2002年)
- 『ブルドッグ』 - A Man Apart (2003年)
- 『トリスタンとイゾルデ』 - Tristan & Isolde (2006年)
- 『パーフェクト・クリーチャー』 - Perfect Creature (2006年)
- 『ブラックブック』 - Zwartboek (2006年)
- 『ロンドン警視庁犯罪ファイル』 - Trial & Retribution (2008年-2009年) ※テレビドラマ
- 『レ・ミゼラブル』 - Les Misérables (2012年) ※音楽プロデューサー
- 『踊るアイラブユー♪』 - Walking on Sunshine (2014年)
- 『風の勇士 ポルダーク』 - Poldark (2015年-2019年) ※テレビドラマ
- 『エル ELLE』 - Elle (2016年)
- 『マンマ・ミーア! ヒア・ウィー・ゴー』 - Mamma Mia! Here We Go Again (2018年)
- 『ザ・ハッスル』 - The Hustle (2019年)
- 『ベネデッタ』 - Benedetta (2021年)

## ディスコグラフィ

### アルバム
- Alice In Wonderland Symphonic Variations (1986年)
- 『バスター』 - Buster (1988年)
- 『ヴィクトリアス・シティ』 - Songs from the Victorious City (1991年) ※キリング・ジョークのジャズ・コールマンとのコラボレーション
- The World of Jeeves and Wooster (1991年)
- The Crying Game (1992年)
- 『美しき獲物 オリジナル・サウンドトラック盤』 - Knight Moves (1992年)
- Felidae (1994年)
- Gentlemen Don't Eat Poets (1995年)
- 『フル・モンティ オリジナル・サウンドトラック』 - The Full Monty (1997年)
- American History X (1998年)
- 『エイシャント&モダーン』 - Ancient and Modern (1999年)
- 『狂っちゃいないぜ! オリジナル・モーション・ピクチャー・スコア』 - Pushing Tin (1999年)
- The 10th Kingdom (2000年)
- A Different Light (2001年)
- 『モンキーボーン オリジナル・サウンドトラック』 - Monkeybone (2001年)
- Seriously Chilled (2003年)
- 『トリスタンとイゾルデ オリジナル・サウンドトラック』 - Tristan & Isolde (2006年)
- 『ブラックブック オリジナル・サウンドトラック』 - Black Book (2006年) ※『Zwartboek』のタイトルもある
- Poldark (2015年)
- Elle (2016年)
- 『プレイズ・アート・オブ・ノイズ』 - Anne Dudley Plays The Art Of Noise (2017年)